# Какаду (рід)

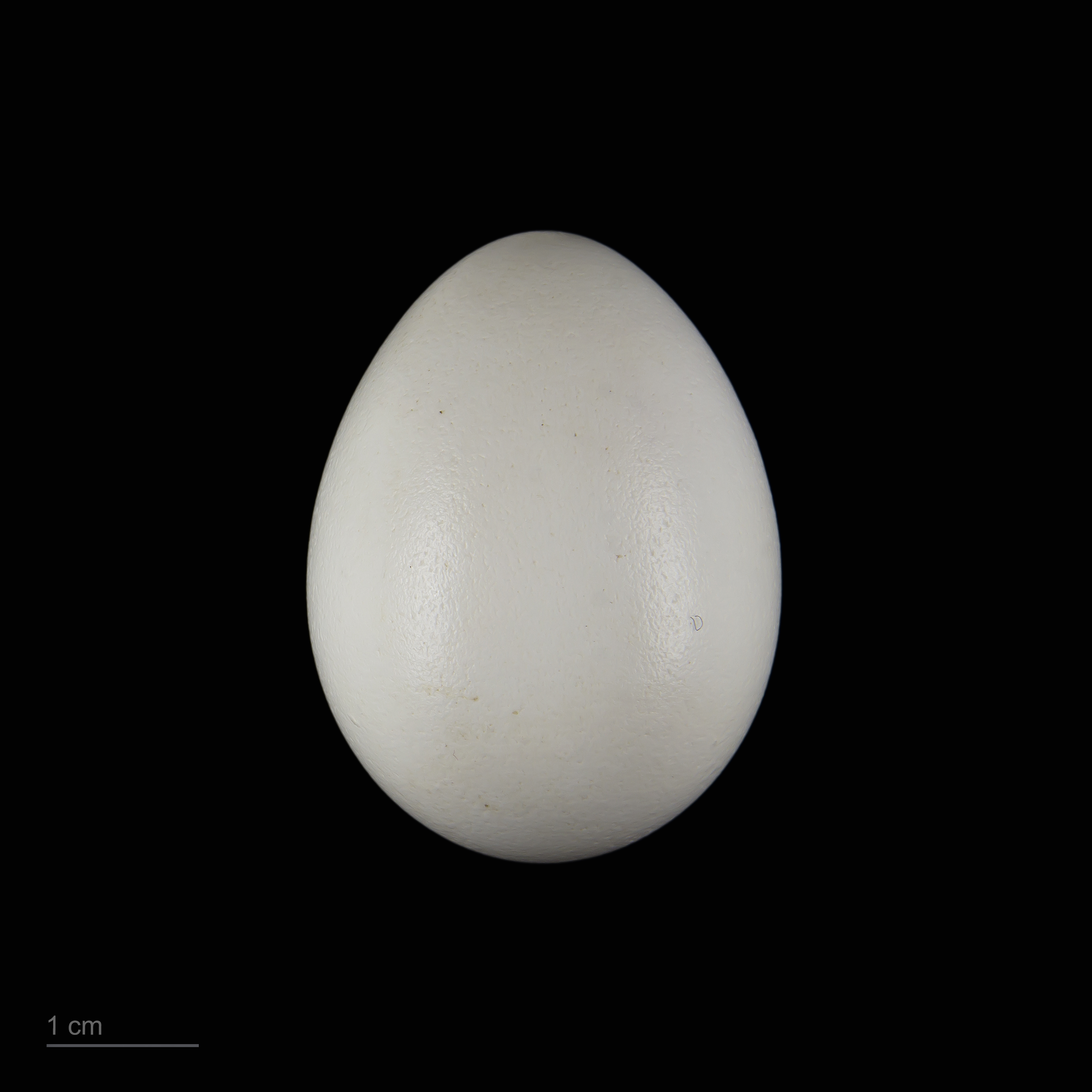
яйце Cacatua sp - Тулузький музей

Какаду (Cacatua) — рід папугоподібних птахів родини какадових (Cacatuidae). Включає 11 видів.

## Поширення
Какадові поширені в Австралії, Новій Гвінеї, Індонезії, на Філіппінах та Соломонових островах.

## Види
- Какаду короткочубий (Cacatua sulphurea)
- Какаду жовточубий (Cacatua galerita)
- Какаду новобританський (Cacatua ophthalmica)
- Какаду білий (Cacatua alba)
- Какаду молуцький (Cacatua moluccensis)
- Какаду червонолобий (Cacatua tenuirostris)
- Какаду західний (Cacatua pastinator)
- Какаду малий (Cacatua sanguinea)
- Какаду танімбарський (Cacatua goffiniana)
- Какаду соломонський (Cacatua ducorpsii)
- Какаду філіппінський (Cacatua haematuropygia)